# Energía de fusión inercial por láser

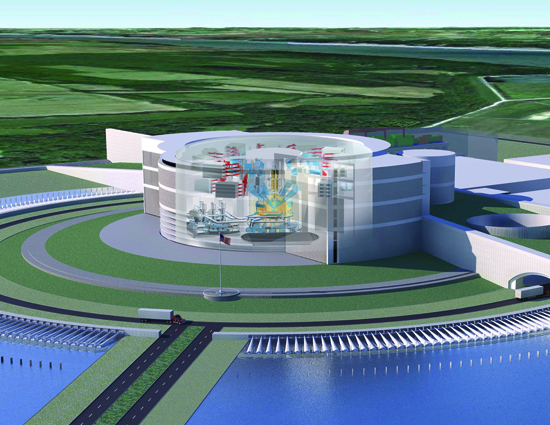
Representación ideal de la central de fusión LIFE.1. El sistema de fusión se encuentra en el gran edificio cilíndrico de contención del centro.

LIFE, abreviatura de Laser Inertial Fusion Energy (Energía de Fusión Inercial por Láser), fue un proyecto de energía de fusión llevado a cabo en el Laboratorio Nacional Lawrence Livermore entre 2008 y 2013. LIFE pretendía desarrollar las tecnologías necesarias para convertir el concepto de fusión por confinamiento inercial impulsado por láser que se estaba desarrollando en la Instalación Nacional de Ignición (NIF) en una central eléctrica comercial práctica, un concepto conocido generalmente como energía de fusión inercial (IFE). LIFE utilizaba los mismos conceptos básicos que NIF, pero pretendía abaratar costes utilizando elementos combustibles producidos en serie, un mantenimiento simplificado y láseres de diodo con mayor eficiencia eléctrica.
Se consideraron dos diseños, que funcionaban como sistema de fusión pura o híbrido de fusión-fisión. En el primero, la energía generada por las reacciones de fusión se utiliza directamente. En el segundo, los neutrones desprendidos por las reacciones de fusión se utilizan para provocar reacciones de fisión en un manto circundante de uranio u otro combustible nuclear, y esos eventos de fisión son responsables de la mayor parte de la liberación de energía. En ambos casos, se utilizan sistemas convencionales de turbinas de vapor para extraer el calor y producir electricidad.
La construcción de la NIF finalizó en 2009 y comenzó una larga serie de pruebas de puesta en marcha para alcanzar su plena potencia. A lo largo de 2011 y hasta 2012, el NIF llevó a cabo la "campaña nacional de ignición" para alcanzar el punto en el que la reacción de fusión se vuelve autosostenible, un objetivo clave que es un requisito básico de cualquier sistema práctico de IFE. El NIF fracasó en este objetivo, con un rendimiento de fusión muy por debajo de los niveles de ignición y que difería considerablemente de las predicciones. Con el problema de la ignición sin resolver, el proyecto LIFE se canceló en 2013.
El programa LIFE fue criticado durante su desarrollo por basarse en una física que aún no se había demostrado. En una evaluación mordaz, Robert McCrory, director del Laboratorio de Energía Láser, declaró: "En mi opinión, el exceso de promesas y ventas de LIFE hizo un favor al Laboratorio Lawrence Livermore".

## Antecedentes
El Laboratorio Nacional Lawrence Livermore (LLNL) ha sido líder en la fusión por confinamiento inercial (ICF) impulsada por láser desde que John Nuckols, empleado del LLNL, desarrolló el concepto inicial a finales de los años 50. La idea básica consistía en utilizar un impulsor para comprimir una pequeña pastilla conocida como blanco que contiene el combustible de fusión, una mezcla de deuterio (D) y tritio (T). Si la compresión alcanza valores suficientemente altos, comienzan a producirse reacciones de fusión que liberan partículas alfa y neutrones. Las alfa pueden impactar contra los átomos del combustible circundante, calentándolos hasta el punto de que también experimentan la fusión. Si la tasa de calentamiento de las alfa es superior a las pérdidas de calor al medio ambiente, el resultado es una reacción en cadena autosostenida conocida como ignición.
Si se compara la entrada de energía del impulsor con la salida de energía de fusión, se obtiene un número conocido como factor de ganancia de energía de fusión, denominado Q. Se requiere un valor Q de al menos 1 para que el sistema produzca energía neta. Dado que se necesita cierta energía para hacer funcionar el reactor, para que haya producción eléctrica neta, Q tiene que ser al menos 3. Para el funcionamiento comercial, se necesitan valores de Q muy superiores a éste. Para la ICF, se necesitan Q del orden de 25 a 50 para recuperar tanto las pérdidas de generación eléctrica como la gran cantidad de energía utilizada para alimentar el excitador. En el otoño de 1960, el trabajo teórico llevado a cabo en LLNL sugirió que ganancias del orden requerido serían posibles con conductores del orden de 1 MJ.
En aquel momento, se consideraron varios excitadores diferentes, pero la introducción del láser ese mismo año proporcionó la primera solución obvia con la combinación adecuada de características. Las energías deseadas estaban muy por encima del estado del arte en el diseño de láseres, por lo que el LLNL inició un programa de desarrollo a mediados de la década de los 60 para alcanzar estos niveles. Cada aumento de energía daba lugar a fenómenos ópticos nuevos e inesperados que había que superar, pero que se resolvieron en gran medida a mediados de la década de 1970. Trabajando en paralelo con los equipos láser, los físicos que estudiaban la reacción esperada utilizando simulaciones por ordenador adaptadas del trabajo con bombas termonucleares desarrollaron un programa conocido como LASNEX que sugería que Q de 1 podría producirse a niveles de energía mucho más bajos, en el rango del kilojulio, niveles que el equipo láser era ahora capaz de ofrecer.
Desde finales de los años 70, el LLNL desarrolló una serie de máquinas para alcanzar las condiciones predichas por LASNEX y otras simulaciones. Con cada iteración, los resultados experimentales demostraban que las simulaciones eran incorrectas. La primera máquina, el láser Shiva de finales de los 70, produjo una compresión del orden de 50 a 100 veces, pero no produjo reacciones de fusión ni de lejos cercanas a los niveles esperados. El problema se debió a que la luz infrarroja del láser calentaba los electrones y los mezclaba con el combustible, por lo que se propuso utilizar luz ultravioleta para resolver el problema. Esto se abordó en el láser Nova de la década de 1980, que se diseñó con la intención específica de producir ignición. Nova produjo grandes cantidades de fusión, con disparos que produjeron hasta 107 neutrones, pero no logró la ignición. Esto se debió al aumento de las inestabilidades de Rayleigh-Taylor, que incrementaron en gran medida la potencia requerida del excitador.
Finalmente, se consideró que todos estos problemas estaban bien resueltos y surgió un diseño mucho mayor, el NIF. NIF se diseñó para proporcionar aproximadamente el doble de la energía del excitador requerida, permitiendo cierto margen de error. El diseño del NIF se finalizó en 1994 y su construcción debía concluir en 2002. La construcción comenzó en 1997, pero tardó más de una década en completarse, declarándose finalizada la mayor parte de la construcción en 2009.

## LIFE
A lo largo del desarrollo del concepto ICF en LLNL y en otros lugares, se habían realizado varios pequeños esfuerzos para considerar el diseño de una central eléctrica comercial basada en el concepto ICF. Algunos ejemplos son SOLASE-H e HYLIFE-II. A medida que el NIF llegaba a su fin en 2008, con las diversas preocupaciones consideradas resueltas, LLNL comenzó un esfuerzo más serio de desarrollo de la ICF, LIFE.

### Híbrido fusión-fisión
Cuando se propuso por primera vez el proyecto LIFE, se centró en el concepto híbrido de fusión-fisión nuclear, que utiliza los neutrones rápidos de las reacciones de fusión para inducir la fisión en materiales nucleares fértiles. El concepto híbrido se diseñó para generar energía a partir de combustible nuclear tanto fértil como fisible y para quemar residuos nucleares. La manta de combustible se diseñó para utilizar combustible basado en TRISO refrigerado por una sal fundida hecha de una mezcla de fluoruro de litio (LiF) y fluoruro de berilio (BeF2).
Las centrales de fisión convencionales se basan en la reacción en cadena que se produce cuando los sucesos de fisión liberan neutrones térmicos que provocan otros sucesos de fisión. Cada evento de fisión en el U-235 libera dos o tres neutrones con unos 2 MeV de energía cinética. Mediante una disposición cuidadosa y el uso de diversos materiales absorbentes, los diseñadores pueden equilibrar el sistema para que uno de esos neutrones provoque otro evento de fisión mientras que el otro o los otros dos se pierden. Este equilibrio se conoce como criticidad. El uranio natural es una mezcla de tres isótopos; principalmente U-238, con algo de U-235, y trazas de U-234. Los neutrones liberados en la fisión de cualquiera de los isótopos principales provocarán la fisión en el U-235, pero no en el U-238, que requiere energías más altas, en torno a los 5 MeV. No hay suficiente U-235 en el uranio natural para alcanzar la criticidad. Los reactores nucleares comerciales de agua ligera, los reactores de potencia más extendidos en el mundo, utilizan combustible nuclear que contiene uranio enriquecido al 3-5% en U-235, mientras que el sobrante es U-238.
Cada evento de fusión en el reactor de fusión D-T emite una partícula alfa y un neutrón rápido con unos 14 MeV de energía cinética. Esta energía es suficiente para provocar la fisión del U-238 y de muchos otros elementos transuránicos. Esta reacción se utiliza en las bombas H para aumentar el rendimiento de la sección de fusión envolviéndola en una capa de uranio empobrecido, que sufre una fisión rápida al ser golpeado por los neutrones de la bomba de fusión que contiene. El mismo concepto básico puede utilizarse también con un reactor de fusión como el LIFE, utilizando sus neutrones para provocar la fisión en un manto de combustible de fisión. A diferencia de un reactor de fisión, que quema su combustible una vez que el U-235 desciende por debajo de un determinado valor umbral,[a] estos reactores híbridos de fisión-fusión pueden seguir produciendo energía a partir del combustible de fisión mientras el reactor de fusión siga proporcionando neutrones. Como los neutrones tienen una gran energía, pueden provocar múltiples eventos de fisión, lo que hace que el reactor en su conjunto produzca más energía, un concepto conocido como multiplicación de la energía. Incluso el combustible nuclear sobrante de los reactores nucleares convencionales se quemará de esta manera. Esto es potencialmente atractivo porque así se queman muchos de los radioisótopos de larga vida en el proceso, produciendo residuos que son sólo ligeramente radiactivos y que carecen de la mayoría de los componentes de larga vida.
En la mayoría de los diseños de energía de fusión, los neutrones de fusión reaccionan con una capa de litio para producir nuevo tritio como combustible. Uno de los principales problemas del diseño de fisión-fusión es que los neutrones que provocan la fisión ya no están disponibles para la obtención de tritio. Aunque las reacciones de fisión liberan neutrones adicionales, éstos no tienen suficiente energía para completar la reacción de reproducción con Li-7, que constituye más del 92% del litio natural. Estos neutrones de menor energía provocarán la reproducción en Li-6, que podría concentrarse a partir del mineral de litio natural. Sin embargo, la reacción del Li-6 sólo produce un tritio por neutrón capturado, y se necesita más de un T por neutrón para compensar la desintegración natural y otras pérdidas. Usando Li-6, los neutrones de la fisión compensarían las pérdidas, pero sólo a costa de impedir que provoquen otras reacciones de fisión, lo que reduciría la potencia del reactor. El diseñador tiene que elegir qué es más importante: quemar el combustible mediante neutrones de fusión o proporcionar energía mediante eventos de fisión autoinducidos.
La economía de los diseños de fisión-fusión siempre ha sido cuestionable. El mismo efecto básico puede crearse sustituyendo el reactor de fusión central por un reactor de fisión especialmente diseñado, y utilizando los neutrones sobrantes de la fisión para generar combustible en la manta. Estos reactores reproductores rápidos han demostrado ser antieconómicos en la práctica, y el mayor coste de los sistemas de fusión en el híbrido fisión-fusión siempre ha sugerido que serían antieconómicos a menos que se construyeran en unidades muy grandes.

### IFE pura

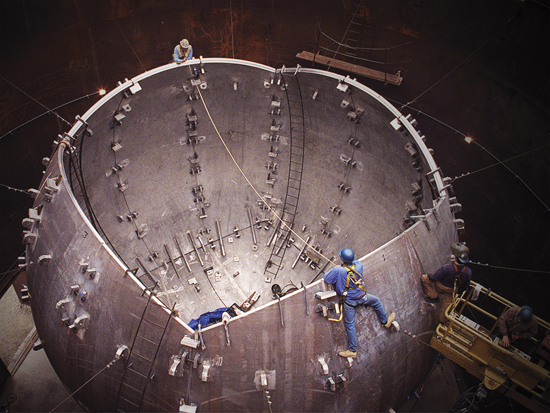
La construcción en varias partes de la cámara objetivo de la Instalación Nacional de Ignición también se utilizaría en LIFE. Se utilizarían varias cámaras en una central de producción, lo que permitiría intercambiarlas para su mantenimiento.

El concepto LIFE dejó de funcionar en la línea fusión-fisión en torno a 2009. Tras consultar con sus socios de la industria de servicios públicos, el proyecto se reorientó hacia un diseño de fusión pura con una producción eléctrica neta en torno a 1 gigavatio.
La fusión por confinamiento inercial es una de las dos principales líneas de desarrollo de la energía de fusión, siendo la otra la fusión por confinamiento magnético (MCF), en particular el concepto de tokamak que se está construyendo en un gran sistema experimental conocido como ITER. El confinamiento magnético se considera el método superior y ha sido objeto de una actividad de desarrollo mucho mayor a lo largo de las últimas décadas. Sin embargo, existen serias dudas de que el enfoque MCF del ITER pueda llegar a ser económicamente práctico.
Uno de los problemas de coste de los diseños MCF como el ITER es que los materiales del reactor están sometidos al intenso flujo de neutrones creado por las reacciones de fusión. Cuando los neutrones de alta energía impactan en los materiales, desplazan los átomos de la estructura, lo que provoca un problema conocido como fragilización neutrónica que degrada la integridad estructural del material. Esto también es un problema para los reactores de fisión, pero el flujo y la energía de los neutrones en un tokamak es mayor que en la mayoría de los diseños de fisión. En la mayoría de los diseños MFE, el reactor se construye en capas, con una cámara de vacío interior toroidal, o "primera pared", luego la manta de litio y, por último, los imanes superconductores que producen el campo que confina el plasma. Los neutrones que se detienen en la manta son deseables, pero los que lo hacen en la primera pared o en los imanes los degradan. Desmontar una pila toroidal de elementos sería un proceso largo que daría lugar a un factor de capacidad deficiente, lo que tiene un impacto significativo en la economía del sistema. Reducir este efecto requiere el uso de materiales exóticos que aún no se han desarrollado.
Como efecto secundario natural del tamaño de los elementos combustibles y sus explosiones resultantes, los diseños de ICF utilizan una cámara de reacción muy grande de muchos metros de diámetro. Esto reduce el flujo de neutrones en cualquier parte concreta de la pared de la cámara a través de la ley del cuadrado inverso. Además, no hay imanes ni otros sistemas complejos cerca o dentro del reactor, y el láser está aislado en el lado más alejado de los largos caminos ópticos. El lado más alejado de la cámara está vacío, lo que permite colocar allí la manta y mantenerla fácilmente. Aunque las paredes de la cámara de reacción y la óptica final acabarían por fragilizarse y requerirían sustitución, la cámara es esencialmente una gran bola de acero de construcción relativamente sencilla de varias piezas que podría sustituirse sin demasiado esfuerzo. La cámara de reacción es, en conjunto, mucho más sencilla que las de los conceptos de fusión magnética, y los diseños de LIFE proponían construir varias y ponerlas rápidamente en producción y fuera de ella.

### Limitaciones de la IFE

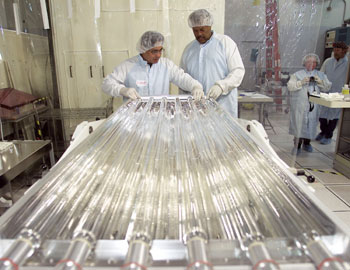
Las enormes lámparas de flash del NIF son ineficaces y poco prácticas. LIFE exploró soluciones para sustituir estas lámparas por láseres bombeados por LED más pequeños y mucho más eficientes.

El láser del NIF utiliza un sistema de grandes tubos de destello (como los de las linternas fotográficas) para bombear ópticamente un gran número de placas de vidrio. Una vez que las placas han recibido el destello y se han asentado en una inversión de población, una pequeña señal procedente de un láser independiente se introduce en las líneas ópticas, estimulando la emisión en las placas. A continuación, las placas vuelcan su energía almacenada en el haz creciente, amplificándolo miles de millones de veces.
El proceso es extremadamente ineficiente en términos energéticos; el NIF alimenta las flashtubes con más de 400 MJ de energía que producen 1,8 MJ de luz ultravioleta (UV). Debido a las limitaciones de la cámara del blanco, el NIF sólo es capaz de manejar producciones de fusión de hasta unos 50 MJ, aunque los disparos serían generalmente la mitad de esa cantidad. Teniendo en cuenta las pérdidas en la generación, podrían extraerse unos 20 MJ de energía eléctrica como máximo, lo que supondría menos del 1⁄20 de la energía de entrada.
Otro problema de los láseres del NIF es que los tubos de destello generan una cantidad significativa de calor, que calienta el cristal del láser lo suficiente como para deformarlo. Esto requiere un largo periodo de enfriamiento entre disparos, del orden de 12 horas. En la práctica, el NIF efectúa menos de un disparo al día. Para ser útil como central eléctrica, deberían producirse una docena de disparos por segundo, lo que supera con creces la capacidad de los láseres del NIF.
Cuando Nuckols lo concibió originalmente, se esperaba que el confinamiento de fusión inercial accionado por láser requiriera láseres de unos cientos de kilojulios y utilizara gotas de combustible creadas por un sistema de vaporizador de perfume[35] Las investigaciones del LLNL desde entonces han demostrado que este sistema no puede funcionar y requiere conjuntos mecanizados para cada disparo. Para ser económicamente útil, una máquina IFE necesitaría utilizar conjuntos de combustible que cuestan centavos. Aunque el LLNL no publica los precios de sus propios blancos, el sistema similar del Laboratory for Laser Energetics de la Universidad de Rochester fabrica blancos por alrededor de 1 millón de dólares cada uno. Se sugiere que los blancos del NIF cuestan más de 10.000 dólares.

### Mercurio
LLNL había comenzado a explorar diferentes soluciones al problema del láser mientras se describía el sistema por primera vez. En 1996 construyeron un pequeño sistema de banco de pruebas conocido como láser de mercurio que sustituía los tubos de destello por diodos láser.
Una de las ventajas de este diseño era que los diodos creaban luz en torno a la misma frecuencia que la salida del cristal del láser, en comparación con las lámparas de destello de luz blanca, en las que la mayor parte de la energía del destello se desperdiciaba al no estar cerca de la frecuencia activa del cristal del láser. Este cambio aumentó la eficiencia energética hasta cerca del 10%, una mejora espectacular.
Para cualquier cantidad de energía luminosa creada, los láseres de diodo emiten aproximadamente 1⁄3 de calor que un tubo de flash. Menos calor, combinado con una refrigeración activa en forma de helio soplado entre los diodos y las capas de vidrio del láser, eliminó el calentamiento del vidrio y permite que el laser de mercurio funcione continuamente. En 2008, El laser de mercurio fue capaz de disparar 10 veces por segundo a 50 julios por disparo durante horas seguidas.
Otros proyectos paralelos al laser de mercurio exploraron diversos métodos y conceptos de refrigeración que permitían empaquetar muchos diodos láser en un espacio muy reducido. Con el tiempo se consiguió un sistema con 100 kW de energía láser en una caja de unos 50 centímetros de largo, conocida como matriz de diodos. En un diseño LIFE, estas matrices sustituirían a la caja de diodos menos densa del diseño del laser de mercurio.

### Haz en una caja
LIFE era esencialmente una combinación de los conceptos de Mercury y nuevas disposiciones físicas para reducir en gran medida el volumen de la NIF y, al mismo tiempo, hacerla mucho más fácil de construir y mantener. Mientras que una línea de luz del NIF para uno de sus 192 láseres mide más de 100 metros de largo, LIFE se basaba en un diseño de unos 10,5 metros de largo que contenía todo, desde las fuentes de alimentación hasta la óptica de conversión de frecuencia. Cada módulo era completamente independiente, a diferencia del NIF, que se alimenta de una señal central procedente del oscilador maestro, lo que permitía retirar y sustituir las unidades individualmente mientras el sistema en su conjunto seguía funcionando.
Cada célula de excitación del diseño básico de LIFE contenía dos de los conjuntos de diodos de alta densidad dispuestos a ambos lados de una gran losa de vidrio láser. Los conjuntos se refrigeraban mediante tubos de conexión situados en ambos extremos del módulo. El pulso láser inicial lo proporcionaba un módulo preamplificador similar al del NIF, cuya salida se conmutaba a la línea de haz principal mediante un espejo y un interruptor óptico de célula Pockels. Para maximizar la energía depositada en el haz desde el cristal láser, se utilizaron conmutadores ópticos para enviar el haz a espejos para reflejar la luz a través del cristal cuatro veces, de forma similar al NIF. Por último, el enfoque y la limpieza óptica fueron proporcionados por ópticas situadas a ambos lados del cristal, antes de que el haz saliera del sistema a través de un convertidor de frecuencia situado en uno de los extremos.
El pequeño tamaño y la independencia de los módulos láser permitieron prescindir del enorme edificio del NIF.En su lugar, los módulos se dispusieron en grupos que rodeaban la cámara del blanco en una disposición compacta. En los diseños de referencia, los módulos se apilaban en grupos de 2 de ancho por 8 de alto en dos anillos por encima y por debajo de la cámara objetivo, haciendo brillar su luz a través de pequeños orificios perforados en la cámara para protegerlos del flujo de neutrones que salía de vuelta.
El objetivo final era producir un sistema que pudiera transportarse en un camión semirremolque convencional hasta la central eléctrica, proporcionando energía láser con una eficiencia de extremo a extremo del 18%, 15 veces la del sistema NIF. De este modo, las ganancias de fusión requeridas se reducen al área de 25 a 50, dentro de los valores previstos para el NIF. El consenso fue que este sistema "beam-in-a-box" podría construirse por 3 céntimos por vatio de salida láser, y que se reduciría a 0,7 céntimos/W en producción sostenida. Esto significaría que una planta LIFE completa requeriría unos 600 millones de dólares sólo en diodos, una cantidad significativa, pero dentro del ámbito de las posibilidades económicas.

### Objetivos baratos

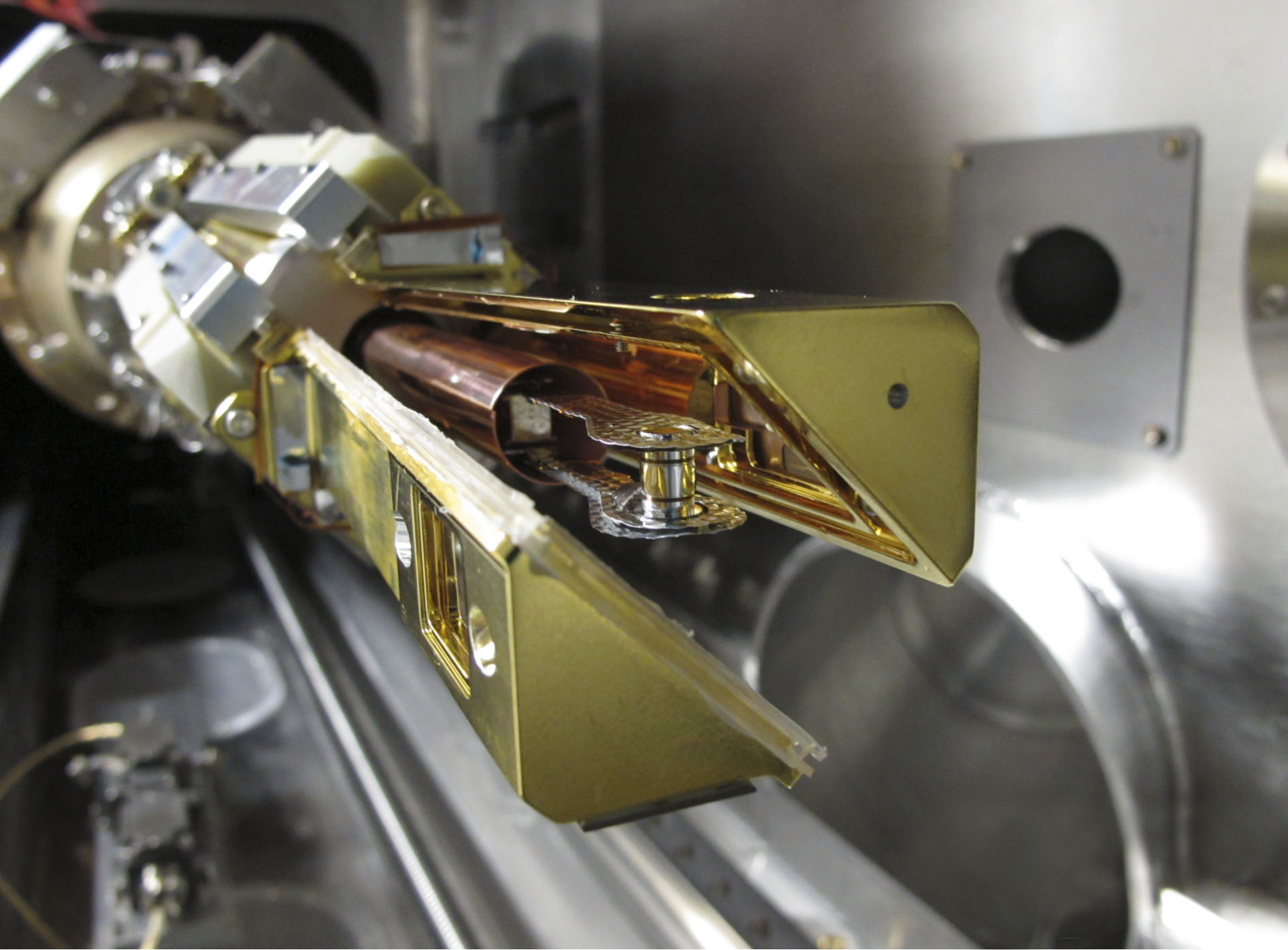
Los objetivos del NIF (centrados, en el soporte) son costosos conjuntos mecanizados que cuestan miles de dólares cada uno. LIFE trabajó con socios industriales para reducirlo a menos de un dólar.

Los objetivos del NIF son extremadamente caros. Cada uno de ellos consiste en un pequeño cilindro metálico de extremo abierto con ventanas transparentes de doble panel sellando cada extremo. Para convertir eficazmente la luz del láser conductor en los rayos X que impulsan la compresión, el cilindro tiene que estar recubierto de oro u otros metales pesados. En su interior, suspendida sobre finos alambres de plástico, hay una esfera hueca de plástico que contiene el combustible. Para que la implosión sea simétrica, el cilindro metálico y la esfera de plástico tienen unas tolerancias de mecanizado extremadamente altas. El combustible, normalmente un gas a temperatura ambiente, se deposita dentro de la esfera y luego se congela criogénicamente hasta que se adhiere al interior de la esfera. A continuación, se alisa calentándolo lentamente con un láser infrarrojo para formar una capa lisa de 100 μm en el interior de la pastilla. Cada blanco cuesta decenas de miles de dólares.
Para responder a esta preocupación, LIFE dedicó una parte considerable de sus esfuerzos al desarrollo de diseños de blancos simplificados y de construcción automatizada que redujeran su coste. En colaboración con General Atomics, el equipo de LIFE desarrolló un concepto que utilizaba fábricas de combustible in situ que producirían granulados en masa a un ritmo de aproximadamente un millón al día. Se esperaba que esto redujera su precio a unos 25 céntimos por blanco, aunque otras referencias sugieren que el precio del blanco estaba más cerca de los 50 céntimos, y las propias estimaciones del LLNL oscilan entre los 20 y los 30 céntimos.
Una ventaja menos obvia del concepto LIFE es que la cantidad de tritio necesaria para poner en marcha el sistema se reduce enormemente con respecto a los conceptos MFE. En el MFE, se prepara una cantidad relativamente grande de combustible y se introduce en el reactor, lo que requiere gran parte de todo el suministro civil mundial de tritio sólo para la puesta en marcha. LIFE, gracias a la pequeña cantidad de combustible que contiene cada pastilla, puede comenzar a funcionar con mucho menos tritio, del orden de 1⁄10.

### Diseño general

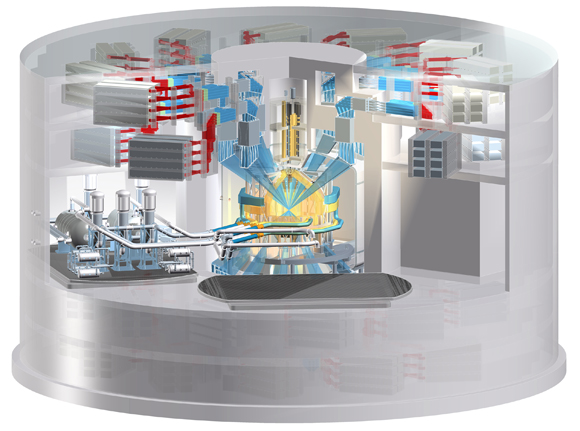
El sistema de fusión de LIFE.1/MEP. Los láseres son las cajas grises dispuestas en grupos en la parte superior e inferior del edificio de contención (las inferiores apenas son visibles). Su luz, en azul, rebota a través de las vías ópticas hacia la cámara del blanco, en el centro. La maquinaria de la izquierda hace circular el litio líquido o FLiBe, que elimina el calor de la cámara para enfriarla, proporciona calor a los generadores y extrae tritio para combustible.

Los primeros diseños de fusión-fisión no estaban bien desarrollados y sólo se mostraron esbozos esquemáticos del concepto. Estos sistemas parecían una versión reducida del NIF, con líneas de luz de unos 100 metros de largo a ambos lados de una cámara de objetivos y una zona de generación de energía. El láser producía 1,4 MJ de luz ultravioleta 13 veces por segundo. La fusión tenía lugar en una cámara objetivo de 2,5 metros (8 pies 2 pulgadas) rodeada de 40 toneladas cortas (36.000 kg) de combustible de fisión no enriquecido o, alternativamente, de unas 7 toneladas cortas (6.400 kg) de Pu o uranio altamente enriquecido procedente de armas. Se esperaba que el sistema de fusión produjera Q del orden de 25 a 30, dando lugar a 350 a 500 MW de energía de fusión. Los procesos de fisión desencadenados por la fusión añadirían una ganancia energética adicional de 4 a 10 veces, lo que daría lugar a una producción térmica total de entre 2000 y 5000 MWth. El uso de sistemas de conversión térmica-eléctrica de alta eficiencia, como los diseños de ciclo Rankine, en combinación con generadores de vapor supercríticos demostrados, permitiría convertir en electricidad aproximadamente la mitad de la producción térmica.
En 2012, el diseño básico del concepto de fusión pura, conocido como Planta de Entrada en el Mercado (MEP, por sus siglas en inglés), se había estabilizado. Se trataba de un diseño autónomo con toda la sección de fusión empaquetada en un edificio cilíndrico de hormigón similar a un edificio de confinamiento de un reactor de fisión, aunque más grande, con 100 metros (330 pies) de diámetro. El edificio central estaba flanqueado por edificios rectangulares más pequeños a ambos lados, uno conteniendo las turbinas y los sistemas de manejo de energía, el otro la planta de tritio. Un tercer edificio, adosado a la planta o detrás de ella según el diagrama, se utilizaba para el mantenimiento.
Dentro del edificio central de fusión, los láseres de haz en caja se disponían en dos anillos, uno encima y otro debajo de la cámara del blanco. Un total de 384 láseres proporcionarían 2,2 MJ de luz ultravioleta a una longitud de onda de 0,351 micrómetros, produciendo un Q de 21. Con cada disparo, la temperatura de la pared interior de la cámara se eleva de 600 °C (1.112 °F) a 800 °C (1.470 °F).
La cámara del objetivo es una estructura de dos paredes llena de litio líquido o de una aleación de litio entre las paredes. El litio captura los neutrones de las reacciones para producir tritio y también actúa como circuito de refrigeración primario. La cámara está llena de gas xenón que ralentizaría los iones de la reacción y protegería la pared interior, o primera pared, del flujo masivo de rayos X[50]. Como la cámara no está altamente presurizada, como un núcleo de fisión, no tiene que construirse como una sola esfera. En su lugar, la cámara LIFE se construye a partir de ocho secciones idénticas que incluyen conexiones integradas al circuito de refrigeración. Se transportan a la central, se atornillan a dos soportes y se rodean de un armazón espacial tubular.
Para hacer frente a la fragilización, toda la cámara de objetivos se diseñó de modo que pudiera sacarse fácilmente del centro del edificio sobre raíles hasta el edificio de mantenimiento, donde podría reconstruirse. Se preveía que la cámara durase cuatro años y se sustituyese en un mes. El sistema óptico está desacoplado de la cámara, lo que lo aísla de las vibraciones durante el funcionamiento y significa que las propias líneas de luz no tienen que realinearse tras la sustitución de la cámara.
La central tenía una capacidad de generación máxima, o capacidad nominal, de unos 400 MWe, con características de diseño que permitían su ampliación hasta 1000 MWe.

## Economía
|                                              | MEP         | LIFE.2      |
| -------------------------------------------- | ----------- | ----------- |
| Energía láser en el blanco, MJ               | 2.2         | 2.2         |
| Rendimiento del blanco, MJ                   | 132         | 132         |
| Frecuencia de repetición de impulsos, Hz     | 8.3         | 16.7        |
| Potencia de fusión, MW                       | 1100        | 2200        |
| Potencia térmica, MWt                        | 1320        | 2640        |
| Material de la cámara                        | RAFMS[c]    | ODS         |
| Radio de la primera pared, m                 | 6.0         | 6.0         |
| Carga de neutrones en la pared, MW/m2        | 1.8         | 3.6         |
| Carga térmica superficial, MW/m2             | 0.63        | 1.26        |
| Relación de reproducción del tritio          | 1.05        | 1.05        |
| Refrigerante primario                        | Li          | Li          |
| Refrigerante intermedio                      | Sal fundida | Sal fundida |
| Temperatura de salida de la cámara, °C       | 530         | 575         |
| Eficiencia de conversión, %                  | 45          | 47          |
| Potencia bruta, MWe                          | 595         | 1217        |
| Potencia eléctrica de entrada del láser, MWe | 124         | 248         |
| Carga de potencia de entrada, MWe            | 34          | 64          |
| Potencia eléctrica neta, MWe                 | 437         | 905         |

El coste nivelado de la electricidad (LCoE) puede calcularse dividiendo el coste total de construir y explotar un sistema de generación de energía a lo largo de su vida útil por la cantidad total de electricidad enviada a la red durante ese periodo. La cantidad de dinero es esencialmente una combinación de los gastos de capital (CAPEX) de la planta y los pagos de intereses sobre ese CAPEX, y el coste descontado del combustible, el mantenimiento necesario para mantenerla en funcionamiento y su desmantelamiento, los gastos operativos descontados, u OPEX. La cantidad de energía se calcula normalmente considerando la potencia máxima que podría producir la central y ajustándola por el factor de capacidad (FC) para tener en cuenta el tiempo de inactividad debido al mantenimiento o al estrangulamiento deliberado. Como cálculo rápido, se pueden ignorar la inflación, los costes de oportunidad y los gastos operativos menores para elaborar una cifra de mérito del coste de la electricidad.
MEP no estaba concebido como un diseño de producción, y sólo podría exportar pequeñas cantidades de electricidad. Sin embargo, serviría de base para el primer modelo de producción, LIFE.2. En un año, LIFE produciría 365 días x 24 horas x 0,9 de factor de capacidad x 1.000.000 kW de potencia nominal = 8.000 millones de kWh. Para generar esa energía, el sistema tendrá que quemar 365 x 24 x 60 minutos x 60 segundos x 15 pellets por segundo x 0,9 de capacidad = 425 millones de pellets de combustible. Si los pellets cuestan el precio sugerido de 50 céntimos cada uno, eso supone más de 200 millones de dólares al año para alimentar la central. La tarifa media de la electricidad al por mayor en EE. UU. en 2015 es de unos 5 céntimos/kWh, por lo que esta energía tiene un valor comercial de unos 212 millones de dólares, lo que sugiere que LIFE.2 apenas cubriría, de media, sus propios costes de combustible.
Los gastos de capital de la central se estiman en 6.400 millones de dólares, por lo que la financiación de la central a lo largo de un periodo de 20 años añade otros 5.000 millones asumiendo el tipo de interés del 6,5% no garantizado. Considerando sólo los gastos de capital y el combustible, el coste total de la central es de 6.400 millones + 5.000 millones + 4.000 millones = 15.400 millones. Dividiendo el coste total por la energía producida durante el mismo periodo se obtiene una estimación aproximada del coste de la electricidad para una vida útil de 20 años: 15.400 millones de dólares / 160.000 millones de kWh = 9,6 céntimos/kWh. Una vida útil de 40 años supondría un coste de la electricidad de 4,8 céntimos/kWh. LLNL calculó el LCOE de LIFE.2 en 9,1 céntimos utilizando la metodología de flujo de caja descontado descrita en el informe del MIT de 2009 "El futuro de la energía nuclear" Utilizando cualquiera de los dos valores, LIFE.2 sería incapaz de competir con las fuentes modernas de energía renovable, que están muy por debajo de los 5 céntimos/kWh en 2018.
LLNL proyectó que un mayor desarrollo tras el despliegue comercial generalizado podría conducir a nuevas mejoras tecnológicas y reducciones de costes, y propuso un diseño de LIFE.3 de unos 6.300 millones de dólares de CAPEX y 1,6 GW de potencia nominal para un precio por vatio de 4,2 dólares/W. Esto lleva a un LCOE proyectado de 5,5 céntimos/kWh, que es competitivo con la eólica marina en 2018, pero es poco probable que lo sea en 2040, cuando los diseños LIFE.3 empiecen a construirse. Las centrales LIFE serían vendedoras al por mayor, compitiendo contra una tarifa de carga base de unos 5,3 céntimos/kWh en 2015.
La sección de turbinas de vapor de una central, la sala de turbinas, suele costar alrededor de 1 $/W, y el equipo eléctrico para alimentar esa energía a la red, otro 1 $/W. Para alcanzar el total de CAPEX previsto que se cita en los documentos LIFE, esto implica que toda la isla nuclear tiene que costar alrededor de 4 $/W para LIFE.2, y algo más de 2 $/W para LIFE.3. Las centrales nucleares modernas, que se benefician de décadas de experiencia comercial y de un trabajo continuo de diseño, cuestan algo menos de 8 $/W, de los cuales aproximadamente la mitad corresponden a la isla nuclear. Las centrales nucleares modernas, que se benefician de décadas de experiencia comercial y de un trabajo continuo de diseño, cuestan algo menos de 8 $/W, de los cuales aproximadamente la mitad corresponde a la isla nuclear. Según las estimaciones de LLNL, LIFE.3 se construirá en 2040 por aproximadamente la mitad del coste de una planta de fisión actual.

## Fin de LIFE
La construcción de NIF finalizó en 2009 y el laboratorio inició un largo periodo de calibración y puesta a punto para llevar el láser a su máxima capacidad. La planta alcanzó su capacidad de diseño de 1,8 MJ de luz ultravioleta en 2012. Durante este periodo, el NIF comenzó a ejecutar un programa escalonado conocido como Campaña Nacional de Ignición, con el objetivo de alcanzar la ignición el 30 de septiembre de 2012. Finalmente, la campaña fracasó al surgir problemas de rendimiento inesperados que no se habían previsto en las simulaciones. A finales de 2012, el sistema producía disparos en el mejor de los casos que aún estaban a 1⁄10 de las presiones necesarias para lograr la ignición.
Durante una revisión del progreso tras el final de la Campaña, una junta de revisión de la Academia Nacional de Ciencias declaró que "El momento apropiado para el establecimiento de un programa de energía de fusión inercial nacional, coordinado y de amplia base dentro del DOE es cuando se logre la ignición". Señalaron que "el panel evalúa que la ignición mediante accionamiento indirecto por láser no es probable en los próximos años".
El proyecto LIFE se canceló discretamente a principios de 2013. El director en funciones de LLNL, Bret Knapp, comentó al respecto que "nuestros esfuerzos en la fusión por confinamiento inercial se centran en comprender la ignición en NIF más que en el concepto LIFE. Hasta que se produzcan más avances en la ignición, dirigiremos nuestros esfuerzos a resolver los retos científicos fundamentales que quedan por resolver para lograr la ignición de la fusión."